# Berthåga
Berthåga är ett stadsområde bestående av villor och kedjehus beläget mellan Luthagen, Flogsta och Stenhagen i västra Uppsala. Berthåga är en del av stadsdelen Berthåga-Hällby.
Området har fått namn efter byn Berthåga, omnämnd 1316 (Bertoghum). Namnet åsyftar en näraliggande kulle med två forngravhögar. I Berthåga ligger bland annat Albertsvägen, Herbertsvägen, Bertilsvägen och Rimbertsvägen. I Berthåga ligger också Berthåga kyrkogård, en av de stora begravningsplatser i Uppsala, invigd 1963. Vid Berthåga går Bärbyleden som är en kringfartsled i nordvästra Uppsala längs riksväg 55.
Berthåga har en egnahemsförening som hanterar gemensamma frågor i stadsområdet. Vid Berthåga IP huserar också Sveriges första och enda Survival-förening.